# Mohamed Chicoto
Mohamed Francisco Chicoto (* 28. Februar 1989 in Parakou) ist ein nigrischer Fußballnationalspieler, der in Benin geboren worden ist.
Seine Karriere begann beim nigrischen Verein Sahel SC. Dort spielte er bis 2011, bis er nach Südafrika zu Platinum Stars wechselte. Dort kam er lediglich auf ein Ligaspiel, so dass er 2012 zum tunesischen Verein AS Marsa wechselte. Für die nigrische Fußballnationalmannschaft gab er 2008 sein Debüt und absolvierte bis zum Afrika-Cup 2013 mindestens 17 Länderspiele.